# Географія Камеруну
Камерун — центральноафриканська країна, що знаходиться у західній частині екваторіальної області континенту . Загальна площа країни 475 440 км² (54-те місце у світі), з яких на суходіл припадає 472 710 км², а на поверхню внутрішніх вод — 2 730 км². Площа країни приблизно дорівнює ¾ площі України. 

## Етимологія
Офіційна назва — Республіка Cameroon, Cameroon (фр. Republique du Cameroun, Cameroun; англ. Republic Cameroon, Cameroon). Назва країни походить від португальської назви річки Вурі, Ріу-душ-Камаронеш (порт. Rio de Camaroes — річка креветок), що її так нарік у 1480-х роках мореплавець Фернандо По за велику кількість крилю у водах її гирла. У колоніальні часи країна перебувала під владою Франції та Великої Британії, відповідно носила назви Французький і Британський Камерун. Після об'єднання колоній — Федеративна Республіка Камерун і Союзна Республіка Камерун.

## Географічне положення

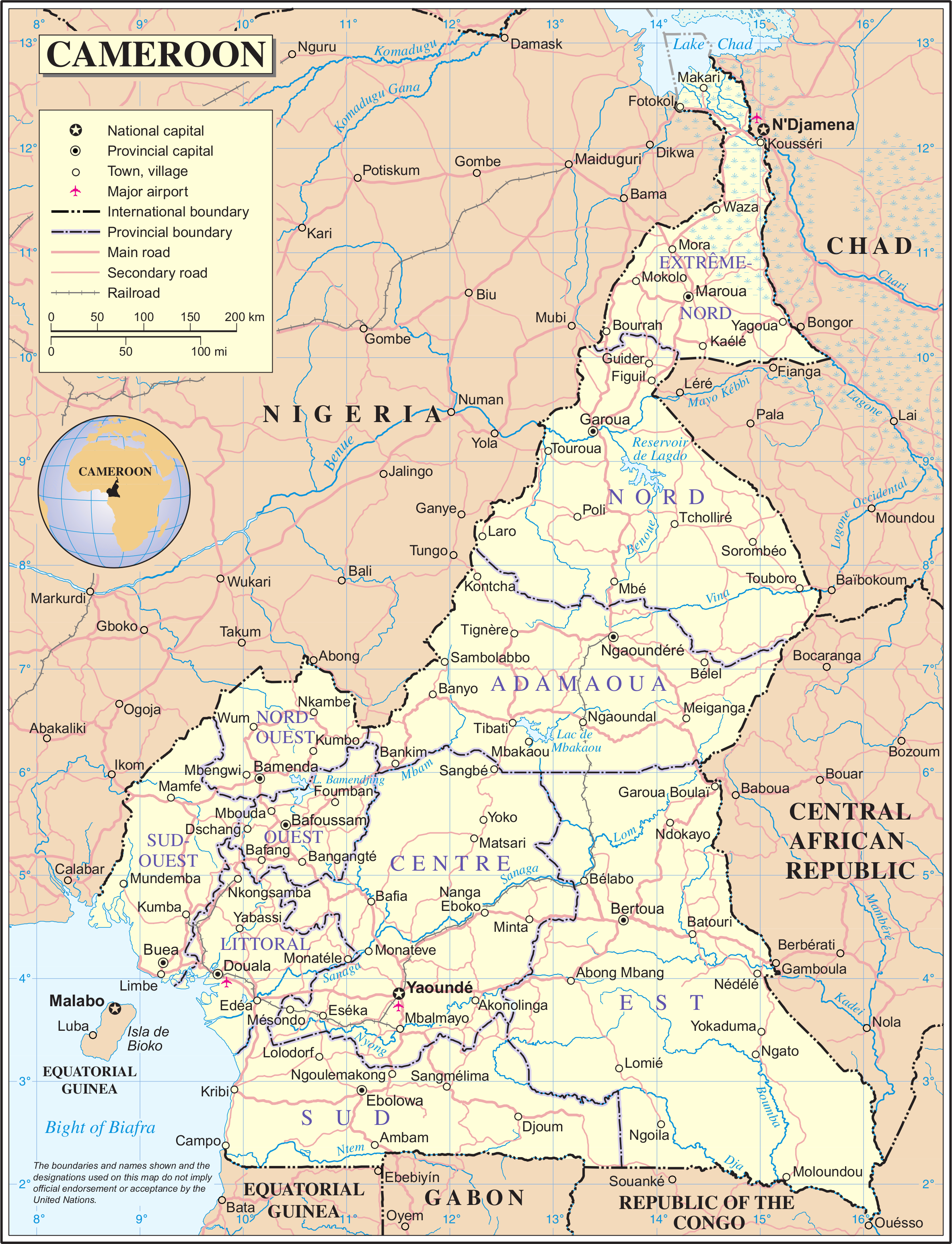
Карта Камеруну від ООН

Камерун — центральноафриканська країна, що межує з шістьма іншими країнами: на північному сході — з Чадом (спільний кордон — 1116 км), на північному заході — з Нігерією (1975 км), на сході — з ЦАР (901 км), на півдні — з Республікою Конго (494 км), Екваторіальною Гвінеєю (183 км) і Габоном (349 км). Загальна довжина державного кордону — 5018 км. Камерун на південному заході омивається водами затоки Біафра, що є частиною Гвінейської затоки Атлантичного океану. Загальна довжина морського узбережжя 402 км.
Згідно з Конвенцією Організації Об'єднаних Націй з морського права (UNCLOS) 1982 року, протяжність територіальних вод країни встановлено в 12 морських миль (22,2 км). Прилегла зона, що примикає до територіальних вод, в якій держава може здійснювати контроль необхідний для запобігання порушень митних, фіскальних, імміграційних або санітарних законів простягається на 24 морські милі (44,4 км) від узбережжя (стаття 33).

### Час
Час у Камеруні: UTC+1 (-1 година різниці часу з Києвом).

## Геологія

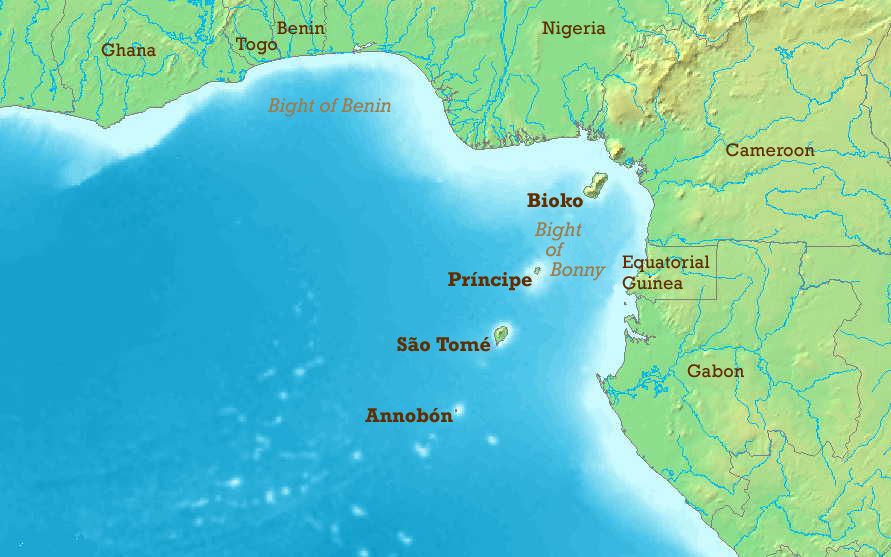
Ланцюг вулканічних островів у Гвінейській затоці
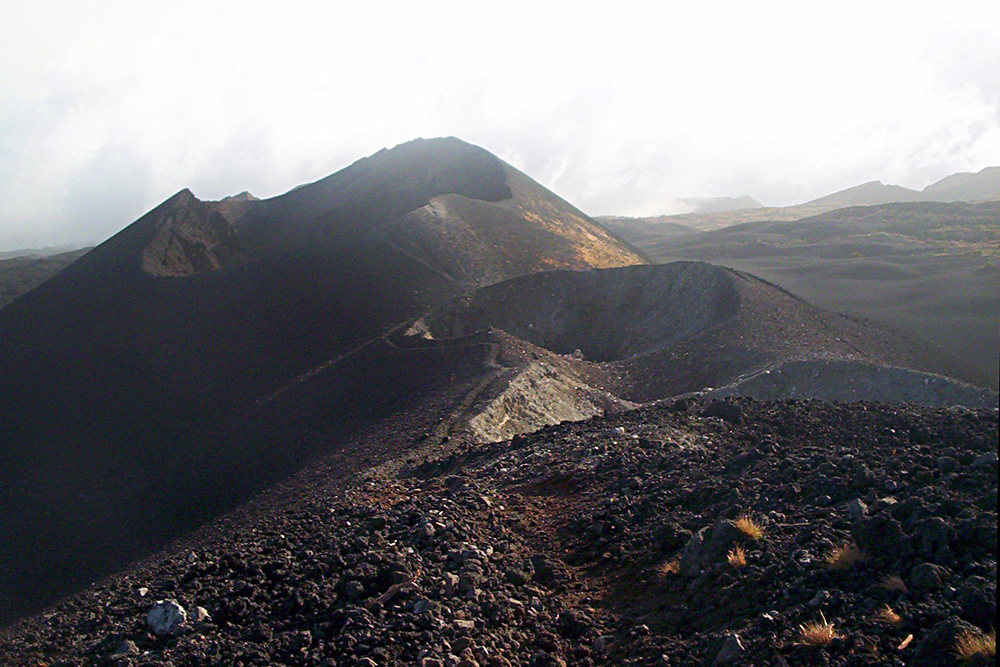
Кратери на вершині вулкана Камерун
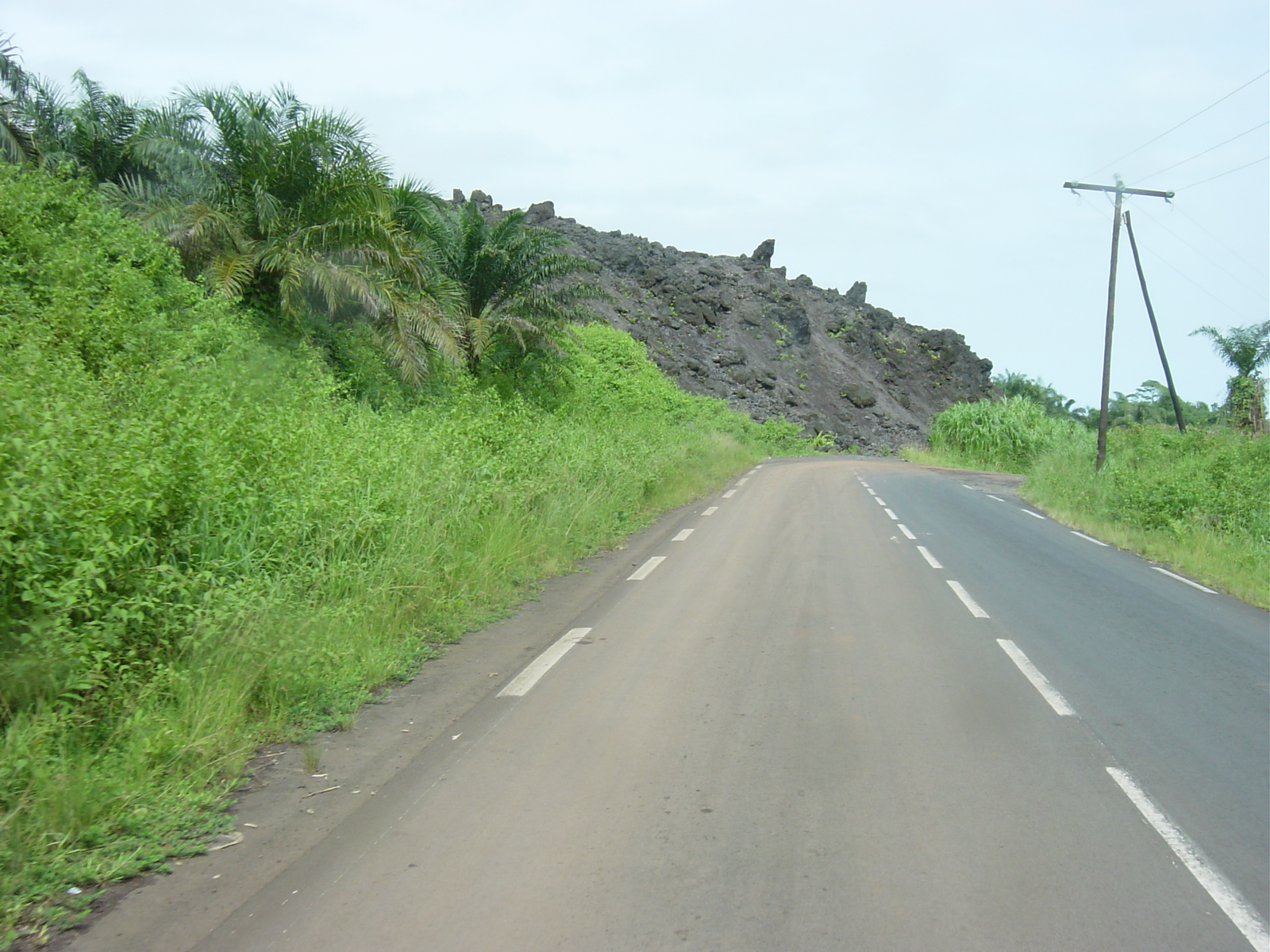
Застиглий лавовий потік на схилах Камеруна
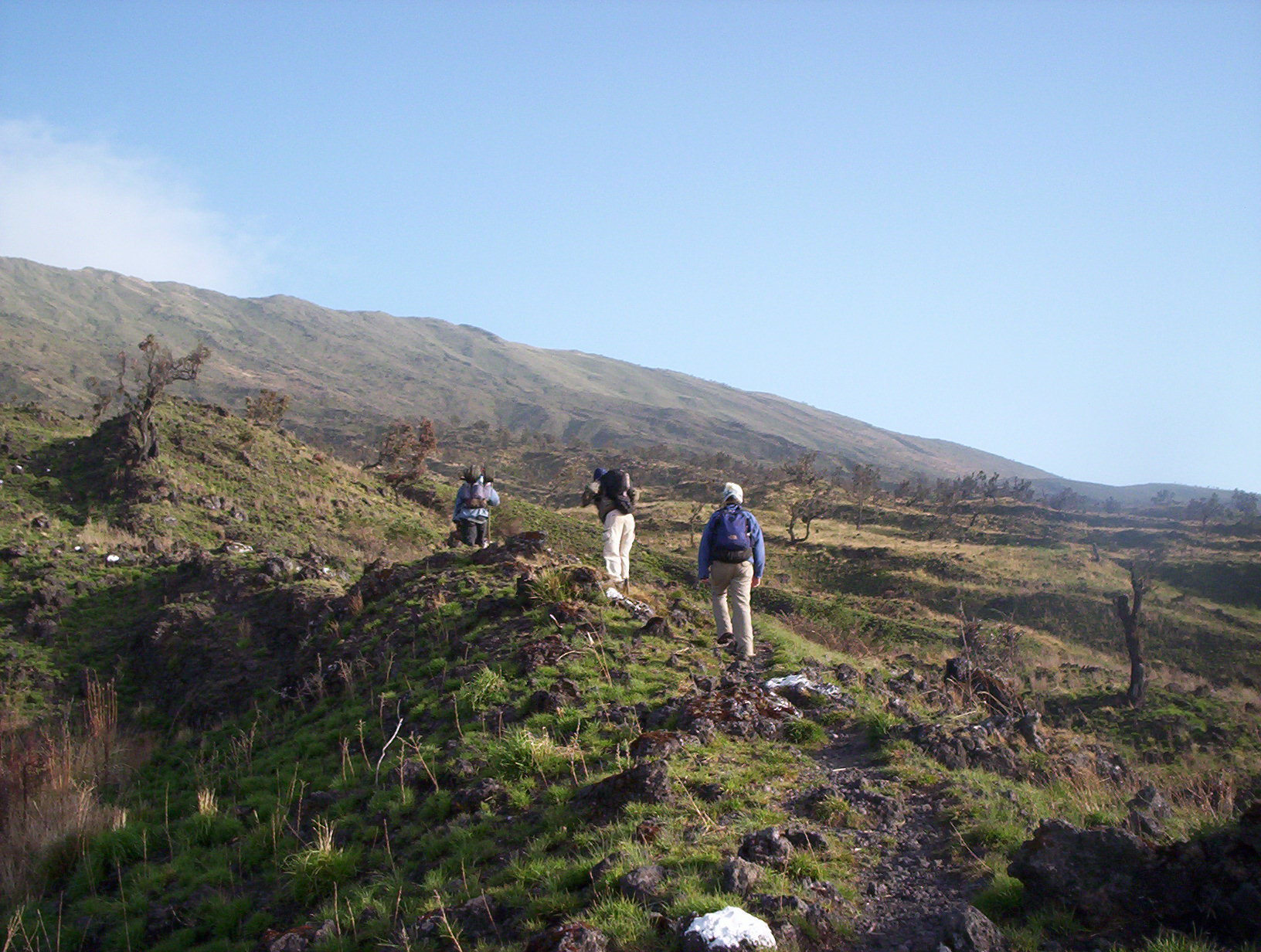
На схилах Камеруна
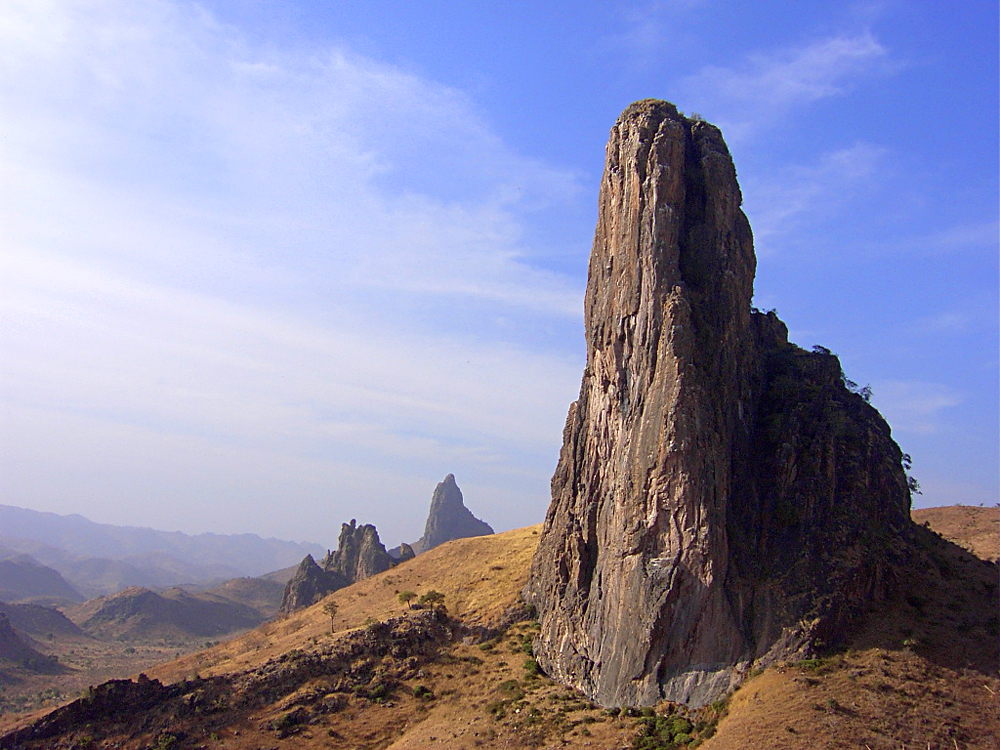
Неки Румсікі на півночі країни

## Рельєф
Середні висоти — 667 м; найнижча точка — рівень вод Атлантичного океану (0 м); найвища точка — пік Фако вулкану Камерун (4095 м).

Рельєф Камеруну
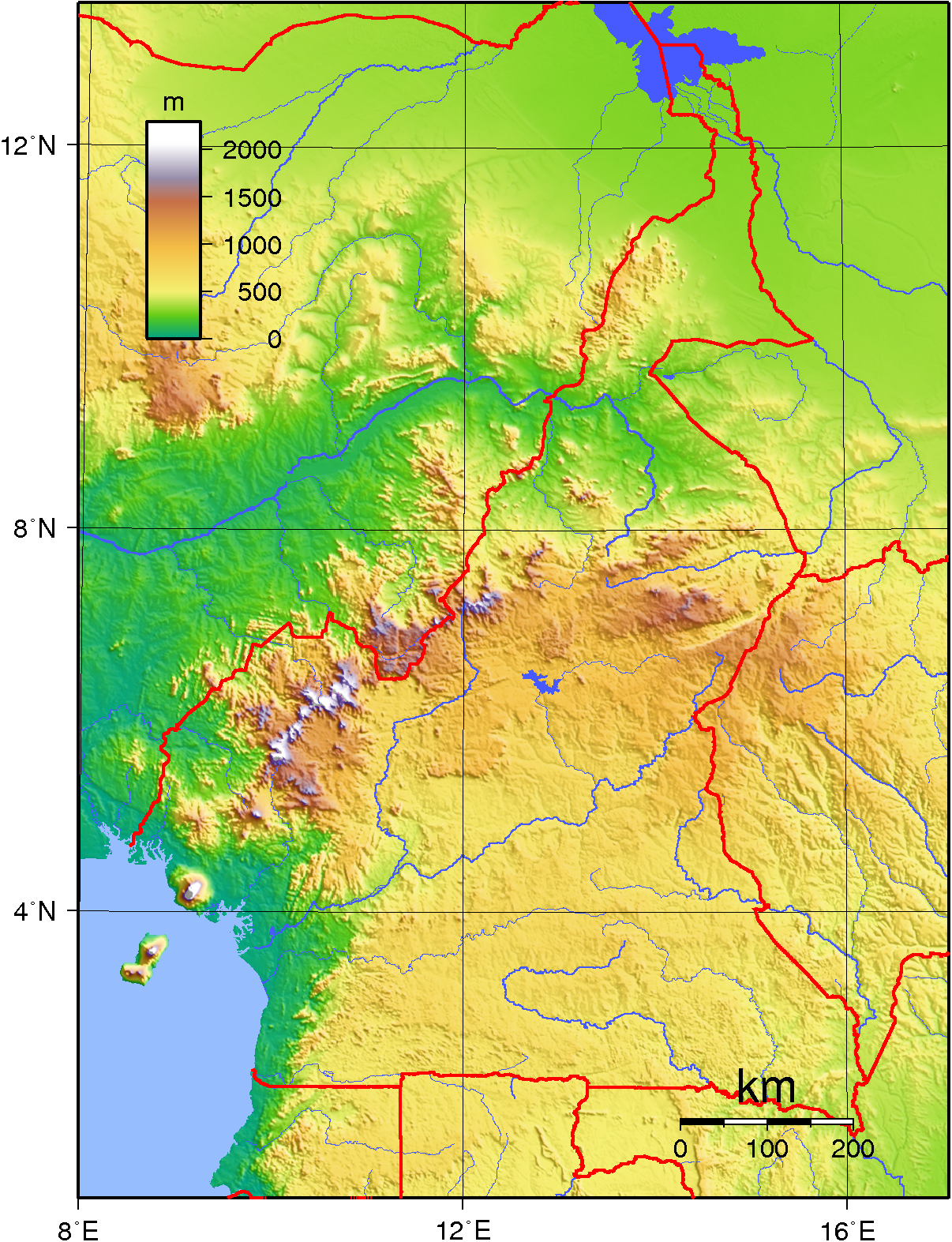
Гіпсометрична карта  Камеруну
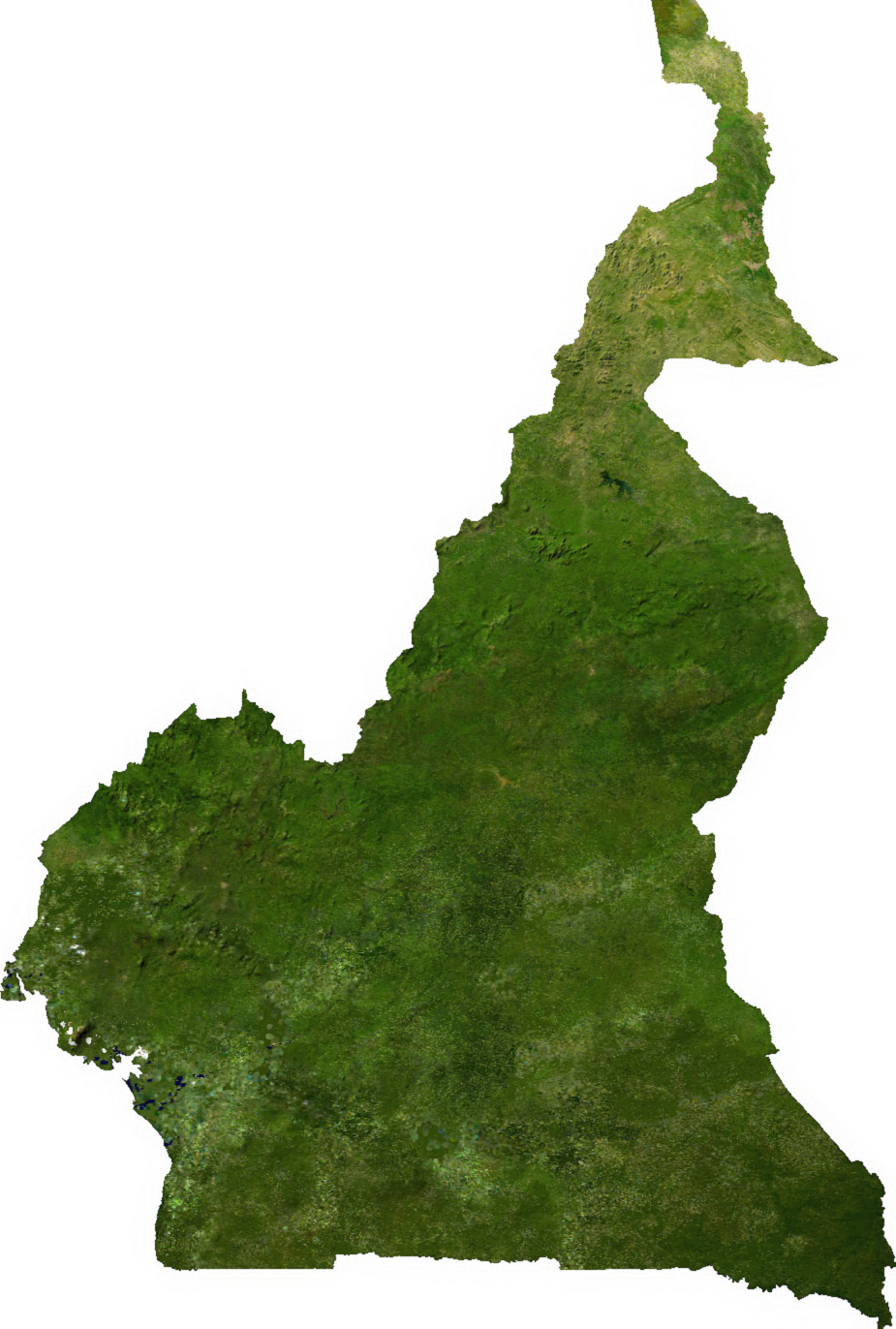
Супутниковий знімок поверхні країни
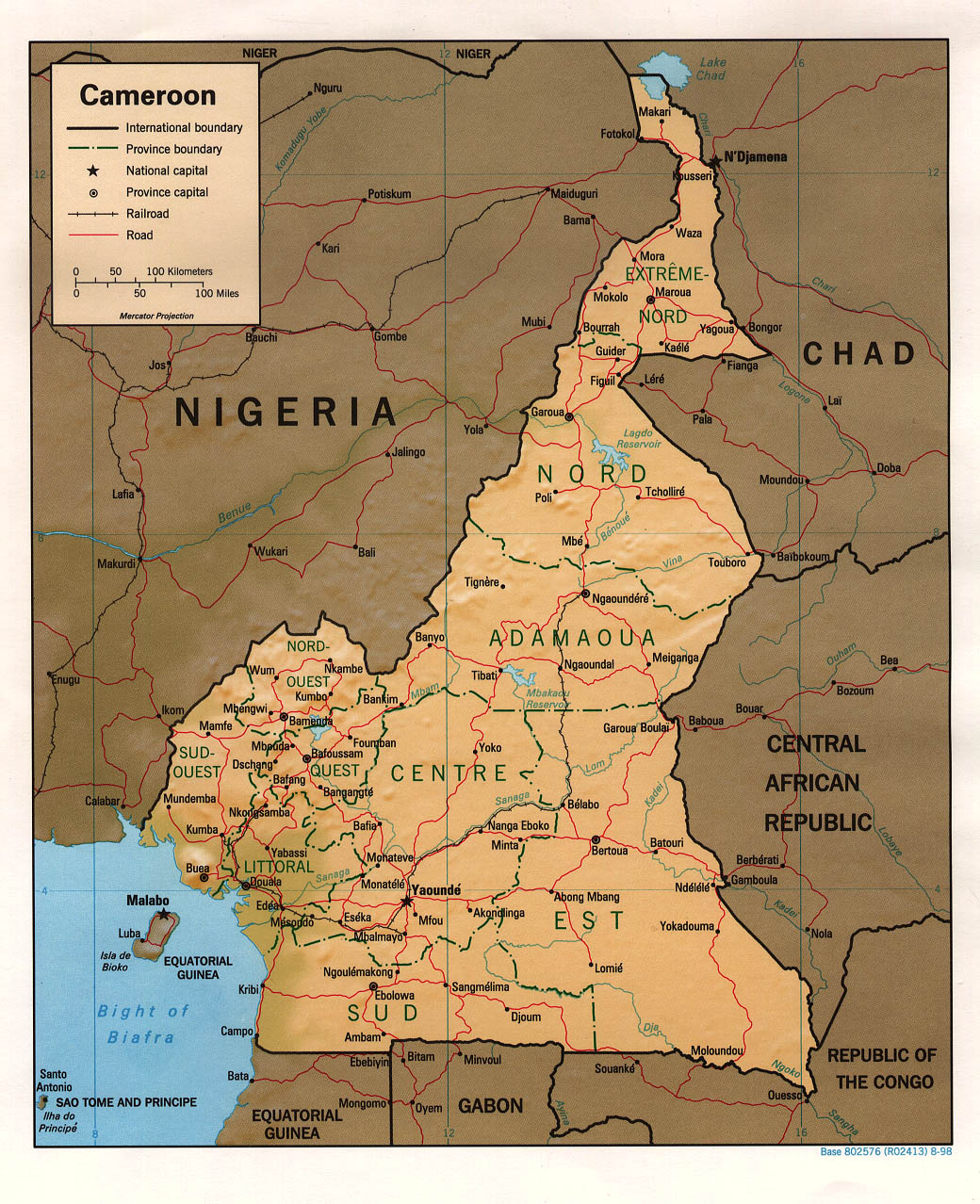
Карта країни (англ.)

## Клімат
Більша частина території Камеруну лежить у екваторіальному кліматичному поясі, лише крайня північ — у субекваторіальному. Цілий рік панують екваторіальні повітряні маси. На узбережжі цілий рік спекотно, сезонні коливання температури незначні, значно менші за добові. превалюють слабкі вітри, цілий рік надмірне зволоження, майже щодня по обіді йдуть дощі, часто зливи з грозами. На крайній півночі сезонні амплітуди температури повітря незначні, зимовий період не набагато прохолодніший за літній. Зволоження нестійке, влітку відмічається посушливий сезон.

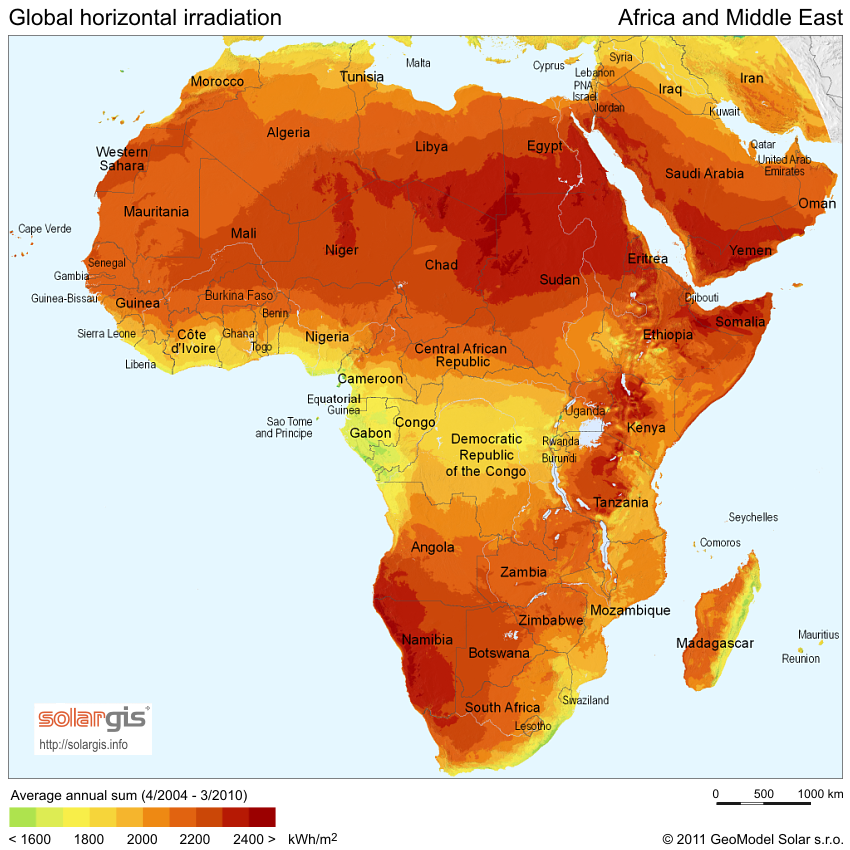
Сонячна радіація (англ.)
Кліматична карта Камеруну (за Кеппеном)

Камерун є членом Всесвітньої метеорологічної організації (WMO), в країні ведуться систематичні спостереження за погодою.

## Внутрішні води
small>

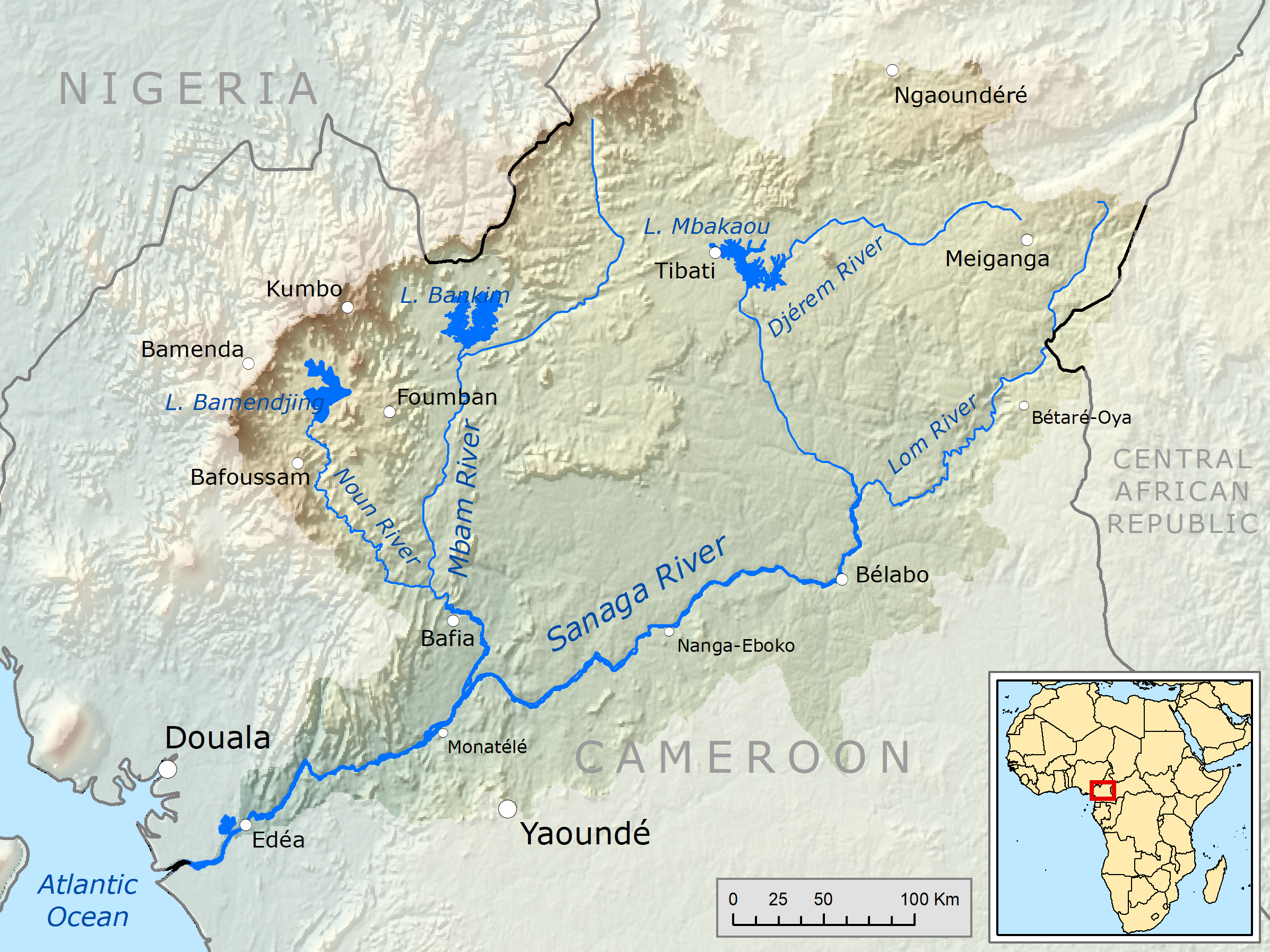
Басейн річки Санага
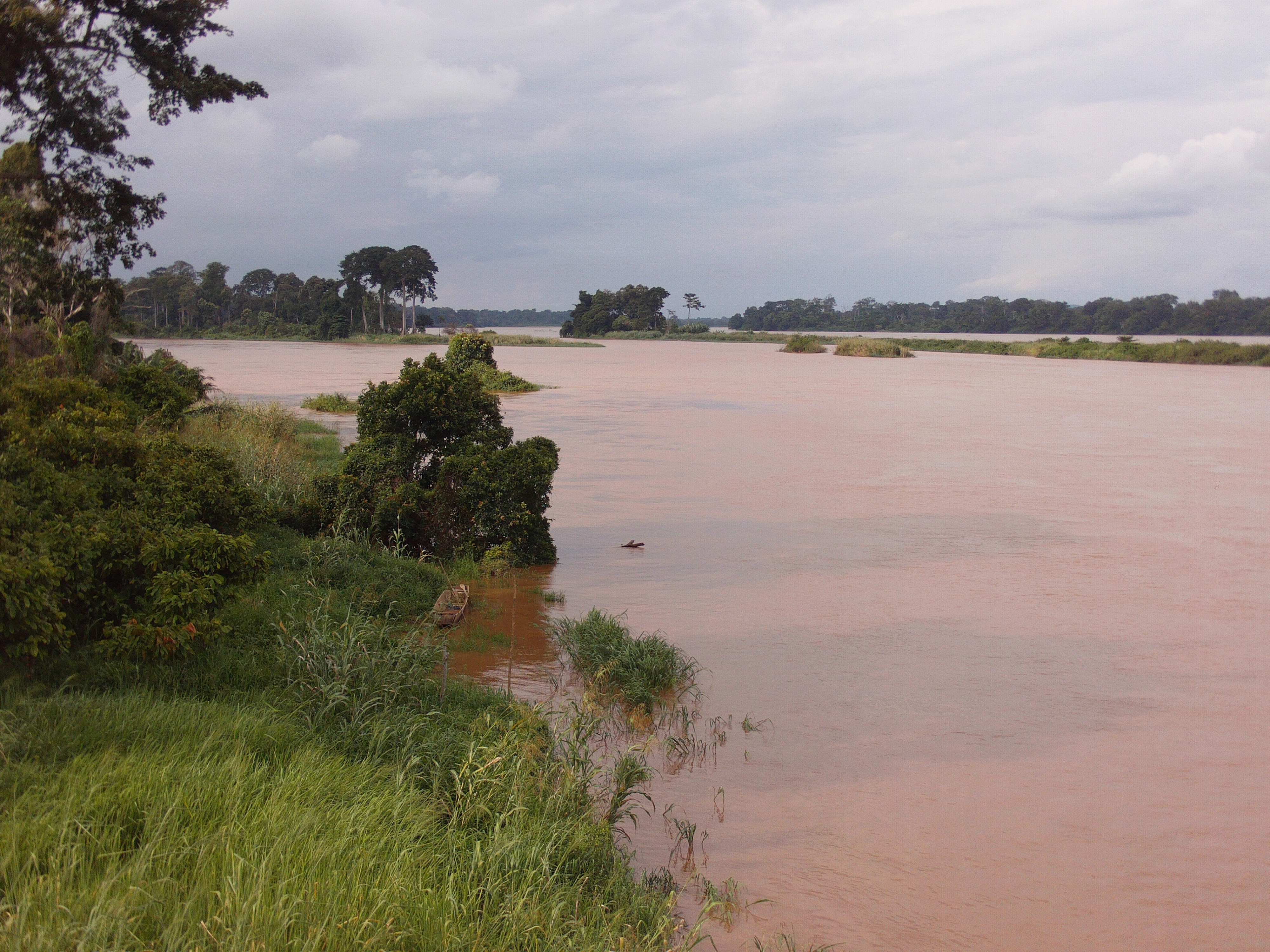
Води річки Санага
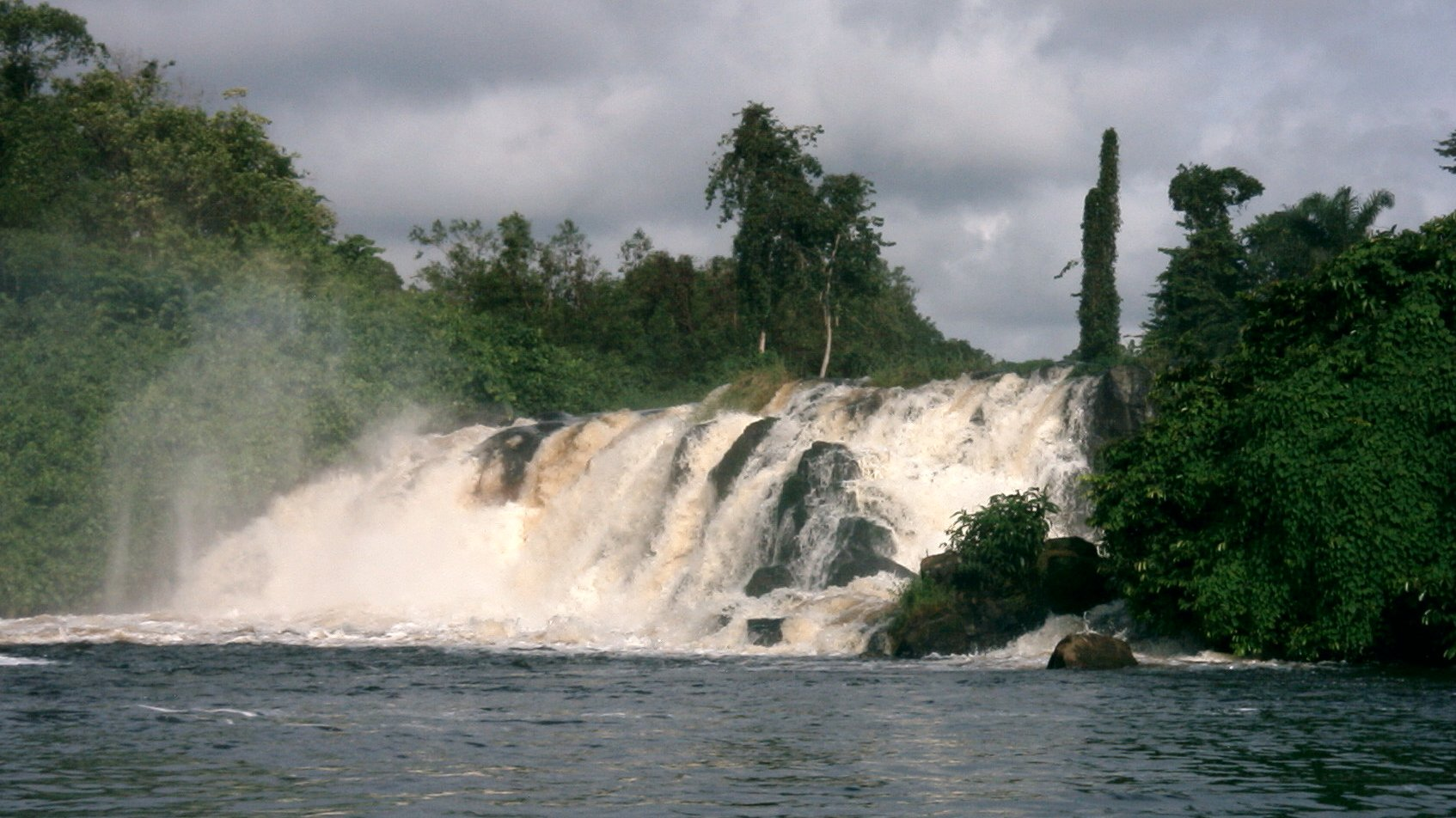
Водоспади Лобе
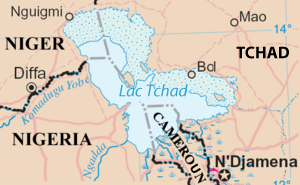
Карта озера Чад
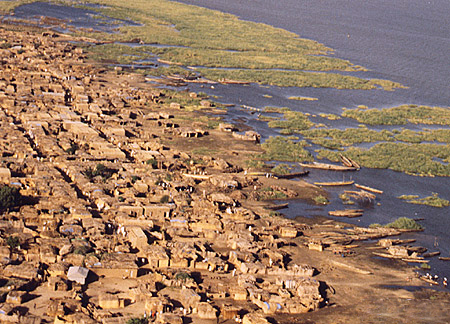
Рибальське поселення на березі Чаду, 1989 рік
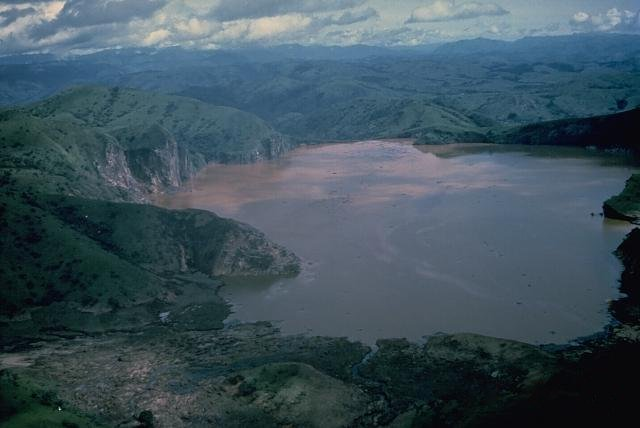
Озеро Ніос

### Річки
Річки країни належать басейну Гвінейської затоки Атлантичного океану; на півночі безстічної області озера Чад.

## Тваринний світ
Зоогеографічно територія країни належить до Ефіопської області: південна частина, узбережжя Гвінейської затоки — до Західноафриканської, північна і центральна частини — до Східноафриканської підобласті.

## Стихійні природні явища

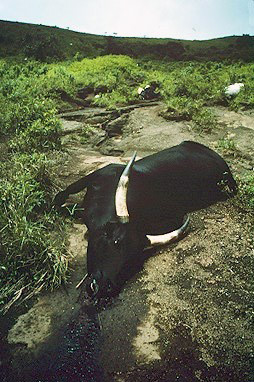
Загибла худоба поблизу озера Ніос, 1986 рік

На території країни спостерігаються небезпечні природні явища і стихійні лиха:
- вулканічна діяльність, останнє виверження вулкану Камерун (4095 м) відбулося 2000 року;
- на озерах Ніос та Монун, що розташовані в западинах вулканічного масиву Оку, відбуваються періодичні викиди отруйних газів, що вбивають усю живність навколо, так звані лімнологічні катастрофи; 1986 року такі викиди вбили 1,7 тис. людей в окрузі[1].

## Природні ресурси

### Мінеральні ресурси
Надра Камеруну багаті на ряд корисних копалин: нафту, боксити, залізну руду.

### Водні ресурси
Загальні запаси відновлюваних водних ресурсів (ґрунтові і поверхневі прісні води) становлять 285,5 км³. Станом на 2012 рік в країні налічувалось 290 км² зрошуваних земель.

### Земельні ресурси
Земельні ресурси Камеруну (оцінка 2011 року):
- придатні для сільськогосподарського обробітку землі — 20,6 %,
  - орні землі — 13,1 %,
  - багаторічні насадження — 3,3 %,
  - землі, що постійно використовуються під пасовища — 4,2 %;
- землі, зайняті лісами і чагарниками — 41,7 %;
- інше — 37,7 %[1].

## Охорона природи
Серед екологічних проблем варто відзначити:
- забруднення вод;
- знеліснення;
- перевипасання;
- спустелювання;
- браконьєрство;
- перевилов риби.

Камерун є учасником ряду міжнародних угод з охорони навколишнього середовища:
- Конвенції про біологічне різноманіття (CBD),
- Рамкової конвенції ООН про зміну клімату (UNFCCC),
- Кіотського протоколу до Рамкової конвенції,
- Конвенції ООН про боротьбу з опустелюванням (UNCCD),
- Конвенції про міжнародну торгівлю видами дикої фауни і флори, що перебувають під загрозою зникнення (CITES),
- Базельської конвенції протидії транскордонному переміщенню небезпечних відходів,
- Конвенції з міжнародного морського права,
- Монреальського протоколу з охорони озонового шару,
- Міжнародної угоди про торгівлю тропічною деревиною 1983 і 1994 років,
- Рамсарської конвенції із захисту водно-болотних угідь[12],
- Міжнародної конвенції з регулювання китобійного промислу[1].

## Фізико-географічне районування
У фізико-географічному відношенні територію Камеруну можна розділити на _ райони, що відрізняються один від одного рельєфом, кліматом, рослинним покривом: .

### Українською
- Атлас світу / голов. ред. І. С. Руденко ; зав. ред. В. В. Радченко ; відп. ред. О. В. Вакуленко. — К. : ДНВП «Картографія», 2005. — 336 с. — ISBN 9666315467.
- Атлас. 7 клас. Географія материків і океанів / Укладачі О. Я. Скуратович, Н. І. Чанцева. — К. : ДНВП «Картографія», 2014.
- Бєлозоров С. Т. Африка : фізико-географічний нарис. — вид. 2-ге, перероб. і доп. — К. : Радянська школа, 1957. — 232 с.
- Барановська О. В. Фізична географія материків і океанів : навч. посіб. для студентів ВНЗ : [у 2 ч.]. — Н. : Ніжинський державний університет ім. Миколи Гоголя, 2013. — 306 с. — ISBN 978-617-527-106-3.
- Гожик П. Ф., Лялько В. І., Бабаєв Ю. Ю. Регіональна геологія світу. — К. : Наук. думка, 2015. — 424 с.
- Камерун // Гірничий енциклопедичний словник : [у 3-х тт.] / за ред. В. С. Білецького. — Д. : Східний видавничий дім, 2004. — Т. 3. — 752 с. — ISBN 966-7804-78-X.
- Костів Л. Я. Фізична географія материків і океанів. Африка : навч.-метод. посібник. — Л. : Видавничий центр ЛНУ імені Івана Франка, 2017. — 184 с. — ISBN 978-617-10-0374-3.
- Панасенко Б. Д. Фізична географія материків : навч. посіб. : в 2 ч. — В. : ЕкоБізнесЦентр, 1999. — 200 с.
- Юрківський В. М. Регіональна економічна і соціальна географія. Зарубіжні країни: Підручник. — 2-ге. — К. : Либідь, 2001. — 416 с. — ISBN 966-06-0092-5.

### Англійською
- (англ.) Graham Bateman. The Encyclopedia of World Geography. — Andromeda, 2002. — 288 с. — ISBN 1871869587.

### Російською
- (рос.) Авакян А. Б., Салтанкин В. П., Шарапов В. А. Водохранилища. — М. : Мысль, 1987. — 326 с. — (Природа мира)
- (рос.) Алисов Б. П., Берлин И. А., Михель В. М. Курс климатологии [в 3-х тт.] / под. ред. Е. С. Рубинштейна. — Л. : Гидрометиздат, 1954. — Т. 3. Климаты земного шара. — 320 с.
- (рос.) Апродов В. А. Вулканы. — М. : Мысль, 1982. — 368 с. — (Природа мира)
- (рос.) Апродов В. А. Зоны землетрясений. — М. : Мысль, 2010. — 462 с. — (Природа мира) — ISBN 978-5-244-01122-7.
- (рос.) Камерун // Африка: энциклопедический справочник [в 2-х тт.] / гл. ред. А. А. Громыко. — М. : Советская энциклопедия, 1986. — Т. 1. А-К. — 671 с.
- (рос.) Браун Л. Африка. — М. : Прогресс, 1976. — 288 с. — (Континенты, на которых мы живем)
- (рос.) Букштынов А. Д., Грошев Б. И., Крылов Г. В. Леса. — М. : Мысль, 1981. — 316 с. — (Природа мира)
- (рос.) Власова Т. В. Физическая география материков. С прилегающими частями океанов. Южная Америка, Африка, Австралия и Океания, Антарктида. — 4-е, перераб. — М. : Просвещение, 1986. — 269 с.
- (рос.) Гвоздецкий Н. А., Голубчиков Ю. Н. Горы. — М. : Мысль, 1987. — 400 с. — (Природа мира)
- (рос.) Гвоздецкий Н. А. Карст. — М. : Мысль, 1981. — 214 с. — (Природа мира)
- (рос.) Географический энциклопедический словарь: географические названия / под. ред. А. Ф. Трёшникова. — 2-е изд., доп. — М. : Советская энциклопедия, 1989. — 585 с. — ISBN 5-85270-057-6.
- (рос.) Исаченко А. Г., Шляпников А. А. Ландшафты. — М. : Мысль, 1989. — 504 с. — (Природа мира) — ISBN 5-244-00177-9.
- (рос.) Каплин П. А., Леонтьев О. К., Лукьянова С. А., Никифоров Л. Г. Берега. — М. : Мысль, 1991. — 480 с. — (Природа мира) — ISBN 5-244-00449-2.
- (рос.) Словарь современных географических названий / под общей редакцией акад. В. М. Котлякова. — Екатеринбург : У-Фактория, 2006.
- (рос.) Литвин В. М., Лымарев В. И. Острова. — М. : Мысль, 2010. — 288 с. — (Природа мира) — ISBN 978-5-244-01129-6.
- (рос.) Лобова Е. В., Хабаров А. В. Почвы. — М. : Мысль, 1983. — 304 с. — (Природа мира)
- (рос.) Максаковский В. П. Географическая картина мира. Книга I: Общая характеристика мира. — М. : Дрофа, 2008. — 495 с. — ISBN 978-5-358-05275-8.
- (рос.) Максаковский В. П. Географическая картина мира. Книга II: Региональная характеристика мира. — М. : Дрофа, 2009. — 480 с. — ISBN 978-5-358-06280-1.
- (рос.) Поспелов Е. М. Географические названия мира: Топонимический словарь. — М. : АСТ, 2005.
- (рос.) Камерун // Страны Африки. Политико-экономический справочник / ред. В. Солодовников, В. Румянцев. — М. : Издательство политической литературы, 1969. — 318 с.
- (рос.) Физико-географический атлас мира. — М. : Академия наук СССР и Главное управление геодезии и картографии ГУГК СССР, 1964. — 298 с.
- (рос.) Энциклопедия стран мира / глав. ред. Н. А. Симония. — М. : НПО «Экономика» РАН, отделение общественных наук, 2004. — 1319 с. — ISBN 5-282-02318-0.